# Trettenårskrigen
Trettenårskrigen (tysk: Dreizehnjähriger Krieg ; polsk: Wojna trzynastoletnia), er betegnelsen på krigen i årene 1453 til 1466 mellem kongedømmet Polen og den Tyske Orden. Krigen brød ud da det Preussiske forbund, et forbund af 19 oprørske byer i Den Tyske Ordensstat, bl.a. Gdańsk og Toruń, søgte væbnet hjælp i Polen mod den Tyske ordens militære og feudale dominans, samt søgte at blive indlemmet i det polske rige for at kunne tage del i rigets frihedsrettigheder. Krigen sluttede med Freden i Toruń 1466. Ordensstaten blev besejret og deltes, så at da vestlige dele tilfaldt Polen og de østlige blev en polsk vasal.